# Могаммед Такі Абдулкарім
Могаммед Такі Абдулкарім (араб. محمد تقي عبد الكريم; 20 лютого 1936 — 6 листопада 1998) — коморський політик, четвертий голова уряду та шостий президент Коморських Островів.

## Життєпис
Народився 1936 року. Президент Коморських Островів у 1996—1998 роках. Помер на посаді 6 листопада 1998 року.